# Statute of Labourers
Das Statute of Labourers war ein Arbeitsmarktgesetz, das 1351 im englischen Parliament als Reaktion auf die Lohn- und Preisentwicklung beschlossen wurde. Damit wurde in der Regierungszeit König Edwards III. erstmals eine Art Arbeitsgesetzgebung geschaffen.
Nach dem Auftreten der Pest in den Jahren 1348 und 1349 wurden die Grundherren mit einem enormen Bevölkerungsrückgang konfrontiert, der zur Folge hatte, dass die verbliebenen Arbeitskräfte die Forderung nach höheren Löhnen erhoben.
Das Statute of Labourers sollte in Fortsetzung der Ordinance of Labourers aus dem Jahr 1349 den Grundherren die Bereitstellung von billigen Arbeitskräften sichern und setzte daher die Löhne auf das Niveau vor der Pest fest. Es wurden Lohnsätze für Arbeiter festgelegt, die Preise auf das Vorpestniveau fixiert und die Mobilität der Arbeiter eingeschränkt.
Zudem legte das Statut unter Androhung harter Strafen fest, dass alle arbeitsfähigen Männer und Frauen bis zum 60. Lebensjahr zur Arbeit herangezogen werden konnten (damit wurde erstmals zwischen arbeitsfähigen und nicht arbeitsfähigen Menschen unterschieden) und verbot den Vertragsbruch von Arbeitern sowie die Überschreitung der Lohnobergrenze durch die Grundherrn.
Zur Durchführung wurden besondere Grafschaftsbevollmächtigte vom König eingesetzt, in der Praxis erwies sich das Statut allerdings als nur unzureichend durchsetzbar und war so kein Erfolg. In der Bevölkerung war das Statut extrem unpopulär und trug dazu bei, dass sich Unruhen im Königreich häuften und schließlich im Bauernaufstand von 1381 kulminierten.